# Талица (Добрянский район)
Талица — посёлок в Добрянском районе Пермского края. Входит в состав Дивьинского сельского поселения.

## Географическое положение
Расположен на юге Добрянского района, на берегу реки Чусовая, примерно в 13 км к югу от административного центра поселения, посёлка Дивья. К востоку от посёлка в Чусовую впадает река Талица, а к западу — река Сухая.

## Население
| 2010 |
| ---- |
| 6    |

## Топографические карты
- Лист карты O-40-66 Сылва. Масштаб: 1 : 100 000. Издание 1977 г.